# Humberto Ríos
 Humberto Ríos (La Paz, Bolivia, 30 de noviembre de 1929 - Buenos Aires, Argentina, 8 de noviembre de 2014) fue un director de cine y documentalista boliviano.

## Actividad en el cine
En la década de 1950 viajó a Francia para trabajar en su profesión inicial de pintor y escenógrafo, pero el impulso dado al cine en tiempos de la nouvelle vague lo llevó a estudiar en el IDHEC, donde conoció, entre otros, al griego Costa Gavras y a los mexicanos Manuel Michel y Salvador Elizondo.
Durante su estadía en Francia, Ríos, que toda su vida militó en movimientos sociales de Argentina y América Latina, integró un grupo clandestino de activistas que se oponía a  la guerra de Argelia, y enviaba dinero vía Suiza a los allí combatientes y fue uno de los pocos de los pocos de  aquella organización que pudo eludir la prisión.
Después de estudiar dirección de cine y manejo de cámara en París, en 1960 Ríos consiguió radicarse en Buenos Aires, gracias a la ayuda de la directora de la televisión argentina María Herminia Avellaneda, que se encontraba en esa ciudad enviada por Canal 7. 
En Argentina trabajó en cine publicitario con Fernando Solanas. Su primer documental en este país fue Faena, una metáfora de los crímenes en los campos de concentración, que fue filmado en un matadero. En 1969 escribió y dirigió uno de los tramos del largometraje Argentina, mayo de 1969: Los caminos de la liberación que produjo con otros integrantes del llamado Grupo de Cine Liberación. Ese mismo año dirigió el largometraje de ficción coproducción argentino-chilena Eloy (1969), que participó en el Festival de Berlín en dicho año, y al año siguiente participó como camarógrafo en el documental de montaje México, la revolución congelada (1970) que fue estrenado en Argentina en 1973. También escribió y dirigió la película Al grito de este pueblo (1972), acerca de la lucha de los mineros bolivianos. A partir de entonces, además de dirigir cortometrajes y mediometrajes, dirigió el documental Fernando Birri, el utópico andante (2012), sobre la vida de este cineasta.
Ríos fue docente de la carrera Licenciatura en Comunicación Social de la Facultad de Ciencias de la Educación de la Universidad Nacional de Entre Ríos (UNER), en Paraná.
Falleció en Buenos Aires, el 8 de noviembre de 2014.

## El cine documental según Ríos
Humberto Ríos escribió sobre el cine documental:

"El cine documental desencadena debate social, promueve el diálogo agitado que inaugura una nueva forma de ver los problemas, al descorrer el velo con el que se oculta el rostro de la pobreza, por ejemplo, y al testimoniar –mediante la imagen y las voces auténticas de los protagonistas, los dramas cotidianos que de cotidianos tienen ya muchos años.
Este cine desenmascara una triple situación:
• denuncia –por su sola presencia– la existencia del otro cine, vergonzante y claudicante,
• documenta las llagas y problemas de un país y de las personas,
• golpea el rostro a grupos sociales autosatisfechos con su visión inmutable de la realidad.
Básicamente, es un cine testigo de las injusticias. Y, más aún, es un cine que se constituye en instrumento de incidencia política directa: plantea procesos sociales que ocurrieron o que ocurren ahora y presenta personajes que tiene existencia independiente del filme.”

## Filmografía
Dirección
- Fernando Birri, el utópico andante  (2012)
- Jorge Prelorán, el cine de un humanista (2007)
- Luisa Vehil y los días felices (cortometraje) (1989)
- Del viento y del fuego (cortometraje documental) (1983)
- El tango es una historia (mediometraje documental) (1974). Rodado en México.
- Esta voz entre muchas (mediometraje documental) (1979). Rodado en México.
- Prensa (cortometraje) (1974)
- Hombres de puerto (cortometraje) (1974)
- Al grito de este pueblo (1972)
- Eloy (1969)
- Argentina, mayo de 1969: los caminos de la liberación (1969)
- Pequeña ilusión (cortometraje) (1962)
- Faena (cortometraje) (1961)
- Juego cruzado (cortometraje) (1961)

Producción
- Al grito de este pueblo (1972)
- Argentina, mayo de 1969: los caminos de la liberación (1969)
- Faena (cortometraje) (1961)

Camarógrafo
- México, la revolución congelada (1971)
- Ceramiqueros de Traslasierra (cortometraje) (1965)
- Pictografías del Cerro Colorado (cortometraje) (1965)

Guionista
- Fernando Birri, el utópico andante (2012)
- El tango es una historia (mediometraje documental) (1974). Rodado en México.
- Esta voz entre muchas (mediometraje documental) (1979). Rodado en México.
- Al grito de este pueblo (1972)
- Argentina, mayo de 1969: los caminos de la liberación (1969)
- Eloy (1969)
- Faena (cortometraje) (1961)

Director de fotografía
- México, la revolución congelada (1970)
- Argentina, mayo de 1969: los caminos de la liberación (1969)
- Ceramiqueros de Traslasierra (cortometraje) (1965)
- Pictografías del Cerro Colorado (cortometraje) (1965)

Montaje
- Esta voz entre muchas (mediometraje documental) (1979). Rodado en México.
- Argentina, mayo de 1969: los caminos de la liberación (1969)

Asesoría general
- Rerum Novarum (2001)

Sonido
- Esta voz entre muchas (mediometraje documental) (1979). Rodado en México.